# Rangitaiki River
Der Rangitaiki River ist ein Fluss in der Region Bay of Plenty auf der Nordinsel von Neuseeland.

## Geografie

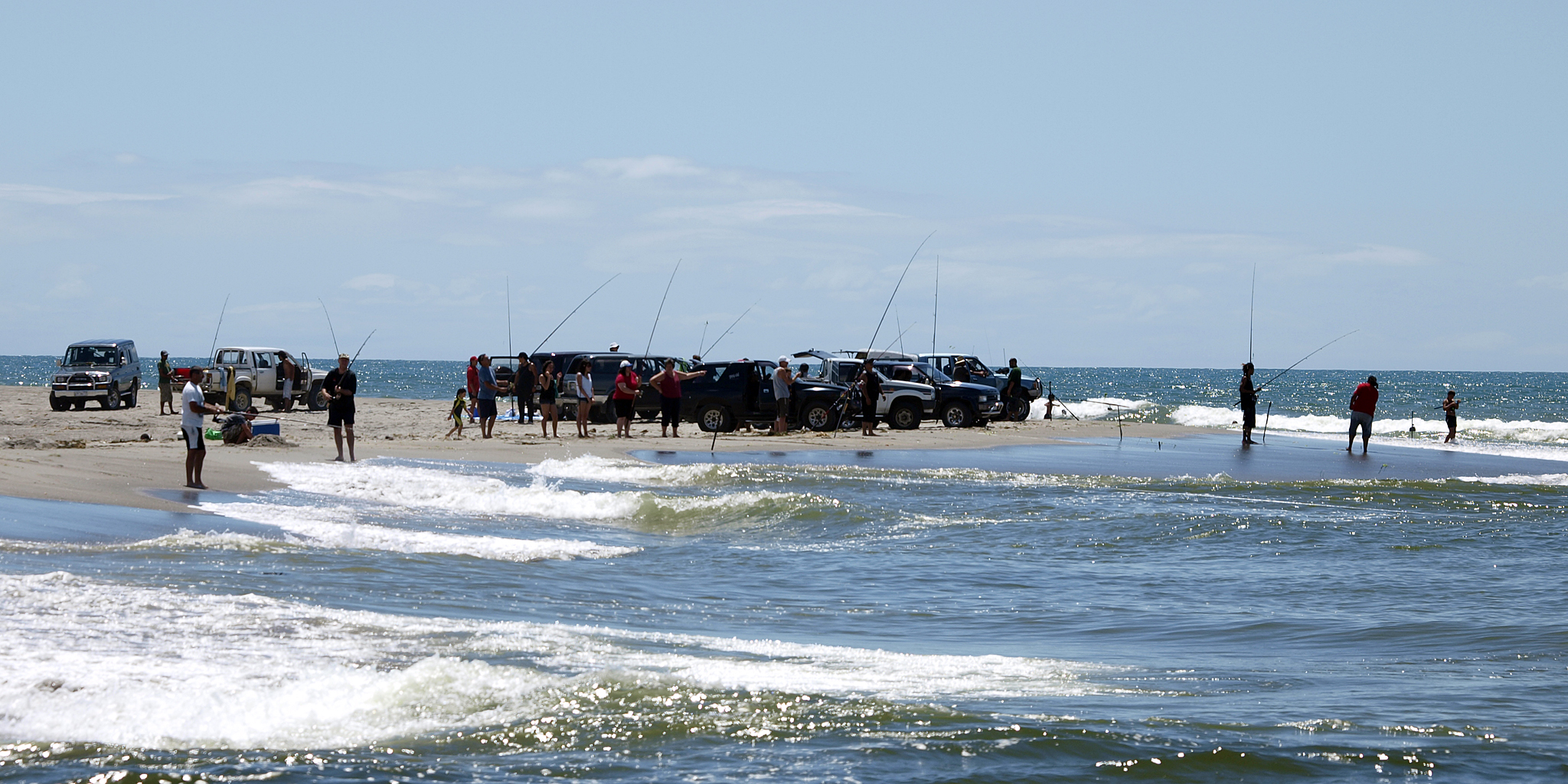
Meerforelle angeln in der Flussmündung des Rangitaiki River

Der Fluss, der mit seinen 193 km Länge als der längste Fluss der Region der Bay of Plenty gilt, entspringt 130 km von der Küste der Bay of Plenty entfernt, unweit des Lake Pouarua auf einer Höhe von 800 m im nördlichen Ausläufer der Ahimanawa Range. Mit einem Rechtsschwenk verfolgt der Fluss im Ober- und Mittellauf eine nordöstliche Richtung, verläuft westlich entlang des Te Urewera, um dann in nördliche Richtung hinter Thornton in den Pazifischen Ozean zu münden. An seinem Oberlauf passiert er den Ort Rangitaiki, der als Namensgeber des Flusses gilt. Weitere Orte wie Murupara, Te Teko und Edgecumbe liegen weiter flussabwärts auf seinem Weg.
Der Rangitaiki River entwässert mit einem durchschnittlichen Abfluss von 70 m³/s ein Gebiet von 3005 km² und speist im mittleren Bereich zwei Stauseen, den Lake Āniwhenua und den Lake Matahina.

## Nutzung
Im Zuge der weiteren Besiedlung der Ebene zwischen dem Tarawera River und dem Whakatāne River wurden seit Anfang des 20. Jahrhunderts die Feuchtgebiete beidseitig des Flusses entwässert, der untere Lauf des Flusses mehr und mehr begradigt und eingedeicht. Die Rangitaiki Plain wurde damit landwirtschaftlich nutzbar gemacht, allerdings zu dem Preis ständiger Gefahr von Überflutungen. Diese Gefahr hat sich durch extremere Wetterlagen mit erheblichen Regenmengen einerseits und durch die Absenkung des Gebietes von Edgecumbe aus seewärts um bis zu 2 m, das durch das Edgecumbe-Erdbeben vom 2. März 1987 verursacht wurde, verstärkt.
Der Fluss zählt von der Quelle bis zur Mündung unter Experten als unvergleichliches Anglerrevier. Bachforellen und Regenbogenforellen mit Gewichten um 2 kg, oft bis zu 5 kg, können geangelt werden. Im Mündungsbereich werden bevorzugt Meerforellen gefangen. Im oberen Flussverlauf ist der Rafting-Sport sehr beliebt und der Ort Murupara ein Ausgangspunkt dafür, während weiter flussabwärts sich der Fluss mehr für Kanu- und Kayak-Touren eignet.
Der für die Stromerzeugung in den 1960ern gebaute Matahina Staudamm wurde für 72 MW Leistung ausgelegt. Bei dem Edgecumbe-Erdbeben im Jahre 1987, welches die Stärke 6.5 auf der Richterskala aufwies, wurde der Staudamm allerdings beschädigt, verlor Wasser und musste 1988 repariert werden. Der zweite Staudamm weiter oberhalb, der Aniwhenua Staudamm bietet eine Stromerzeugungsleistung von 25 MW und wurde im Oktober 1980 seiner Bestimmung übergeben.